# Tauxigny-Saint-Bauld
Tauxigny-Saint-Bauld es una comuna nueva francesa situada en el departamento de Indre y Loira, de la región de Centro-Valle de Loira.

## Historia
Fue creada el 1 de enero de 2018, en aplicación de una resolución del prefecto de Indre y Loira de 11 de septiembre de 2017 con la unión de las comunas de Saint-Bauld y Tauxigny, pasando a estar el ayuntamiento en la antigua comuna de Tauxigny.

## Demografía
| Gráfica de evolución demográfica de Tauxigny-Saint-Bauld entre 1800 y 2015 |
|                                                                            |

Los datos entre 1800 y 2015 son el resultado de sumar los parciales de las dos comunas que forman la nueva comuna de Tauxigny-Saint-Bauld, cuyos datos se han cogido de 1800 a 1999, para las comunas de Saint-Bauld y Tauxigny de la página francesa EHESS/Cassini. Los demás datos se han cogido de la página del INSEE.

## Composición
| Comuna delegada | Código INSEE | Población (2014) | Superficie (km²) | Densidad (hab./km²) |
| --------------- | ------------ | ---------------- | ---------------- | ------------------- |
| Saint-Bauld     | 37209        | 197              | 4.11             | 48                  |
| Tauxigny        | 37254        | 1337             | 38.63            | 36                  |